# Chuluut, Arkhangai
Chuluut (tiếng Mông Cổ: Чулуут, đá) là một sum của tỉnh Arkhangai tại miền trung Mông Cổ. Vào năm 2009, dân số của sum là 3.744 người.

## Lịch sử
Sum Chuluut được thành lập vào năm 1924 và khi đó thuộc aimag Sain Noyon Khan.

## Địa lý
Nó giáp với sum Jargalant của tỉnh Bayankhongor ở phía tây, sum Galuut của tỉnh Bayankhongor và sum Ikh Tamir của tỉnh Arkhangai ở phía nam, sum Khangai ở phía bắc và Öndör-Ulaan ở phía đông.
Sum được đặt tên theo dòng sông Chuluut chảy qua một thung lũng trên địa bàn.
Động vật có sói, cáo, lợn rừng, hươu nai, dê hoang dã và thỏ rừng.
Có trữ lượng quặng sắt, chì, vàng, đá quý, vật liệu xây dựng.

## Người nổi tiếng
- Bazaryn Shirendyb (1912 - 2001) - nhà sử học, học giả, người sáng lập Đại học Quốc gia Mông Cổ.